# Corpo d'amore
Pour plus de détails, voir Fiche technique et Distribution.
Corpo d'amore est un film italien réalisé par Fabio Carpi et sorti en 1972.

## Synopsis
Un lépidoptériste de soixante-deux ans loue une villa sur une plage isolée pour passer quelque temps avec son fils de quinze ans qu'il a rarement l'occasion de rencontrer, ayant passé sa vie absorbé par son travail tandis que son fils allait d'un internat à un autre. Il devient vite manifeste que les deux hommes ont du mal à communiquer l'un avec l'autre. Alors qu'ils se préparent à écourter leurs vacances et à quitter les lieux, ils découvrent une jeune femme inconsciente qui s'est échouée sur la plage. Quand elle revient à elle, ils s'aperçoivent qu'elle parle un dialecte inconnu et qu'elle ne les comprend pas...

## Fiche technique
Sauf indication contraire, les informations mentionnées dans cette section peuvent être confirmées par la base de données cinématographiques IMDb,  présente dans la section « Liens externes ».
- Titre original : Corpo d'amore (litt. « Le corps de l'amour »)
- Réalisation : Fabio Carpi
- Assistance à la réalisation : Francesco Califano
- Scénario : Fabio Carpi, Luigi Malerba
- Producteur : Giulio Scanni
- Photographie : Vittorio Storaro
- Montage : Paolo Boccio
- Musique : Mostazo Moileda, Enrico Oliva
- Société de production : Radiotelevisiun Svizra Rumantscha, Capricorno, Julia Film, Ministère pour les Biens et Activités culturels
- Format : Couleur - 1,66:1 - son mono - 35 mm
- Pays de production :  Italie
- Langue de tournage : italien
- Genre : Drame
- Durée : 102 minutes
- Dates de sortie: 
  - Italie : 11 janvier 1972[1]

## Distribution
- Mimsy Farmer : La femme
- François Simon : Giacomo, le père
- Giovanni Rosselli : Giacomo, le fils
- Lino Capolicchio : le jeune étranger
- Vittorio Fanfoni
- Amleto Fattori
- Teresa Josca
- Gianni Pulone

## Prix
- 1973 : Grolla d'oro
  - Prix du meilleur nouveau réalisateur à Fabio Carpi[2]
- 1974 : Nastro d'argento
  - Nomination au Ruban d'argent du meilleur nouveau réalisateur à Fabio Carpi